# Udotea argentea
Espèce
Udotea argentea est une espèce d'algues vertes de la famille des Udoteaceae.